# Шафтър (град, Калифорния)
Шафтър (на английски: Shafter) е град в окръг Кърн, щата Калифорния, САЩ. Шафтър е с население от 19 608 жители (по приблизителна оценка от 2017 г.) и обща площ от 46,6 km². Намира се на 106 m надморска височина. ЗИП кодовете му са 93263, а телефонният му код е 661.